# Огретин (Прахова)
Огретин (рум. Ogretin) насеље је у Румунији у округу Прахова у општини Дражна де Сус. Oпштина се налази на надморској висини од 450 m.

## Становништво
Према подацима из 2002. године у насељу је живело 927 становника, од којих су сви румунске националности.